# 금지의 벽을 넘어 완전한 자유를 노래하리라
《금지의 벽을 넘어 완전한 자유를 노래하리라》는 꽃다지의 정규 1집 음반이다.

## 개요
1992년 3월 1일 노동자 노래단과 삶의 노래 예울림이 통합해 "꽃다지"가 결성되었고, 2년 후인 1994년 이 앨범을 발매하여 정식으로 데뷔하였다. 이 앨범에는 노동자 노래단 시절에 불렀던 노래들이 일부 수록되어 있다. 수록곡인 <민들레처럼>은 큰 인기를 끌었으며, 통일가요인 <서울에서 평양까지>는 훗날 신형원이 리메이크하여 불렀다.

## 논란
수록되어 있는 13곡 모두 통과되었으나, 당시 <단결투쟁가> 등 일부 노래들이 심의에 걸려 논란이 되기도 했다. 특히 <서울에서 평양까지>는 '분단세력 몰아내고'라는 표현 때문에 문제가 되었다.

## 수록곡
총 13곡이 수록되어 있다.
1. 민들레처럼
2. 네 가슴에 하고픈 말
3. 서울에서 평양까지
4. 전화카드 한 장
5. 누가 나에게 이 길을 가라 하지 않았네
6. 고귀한 생명의 손길로
7. 통일이 그리워
8. 강철 새잎
9. 창살 아래 사랑아
10. 바위처럼
11. 내일이 오면
12. 노래여! 우리의 삶이여
13. 단결투쟁가

## 참조
1. ↑  네이버 뮤직. “꽃다지”. 2013년 8월 10일에 확인함.
2. ↑  네이버 인물검색. “꽃다지”. 2013년 8월 10일에 확인함.
3. ↑  “노동가요음반 첫 합법”. 한겨레. 1994년 5월 14일.
4. ↑  “이야기 TV 방송국 별도 가요심의 필요한가”. 한겨레. 1994년 8월 12일.